# Somalski jezici
Somalski jezici, podskupina od (6) istočnokušitskih jezika iz Somalije, Etiopije, Džibutija i Kenije. 
Predstavnici su: dabarre [dbr], 23.000 (2006); garre [gex], 57.500 (2006); jiiddu [jii], 23.000 (2006); maay ili Rahanweyn [ymm], 1.860.000 (2006); somalski [som], 13.871.700; i tunni [tqq], 23.000 (2006)

## Vanjske poveznice
- Ethnologue (14th)
- Ethnologue (15th)